# Гидротехническое сооружение

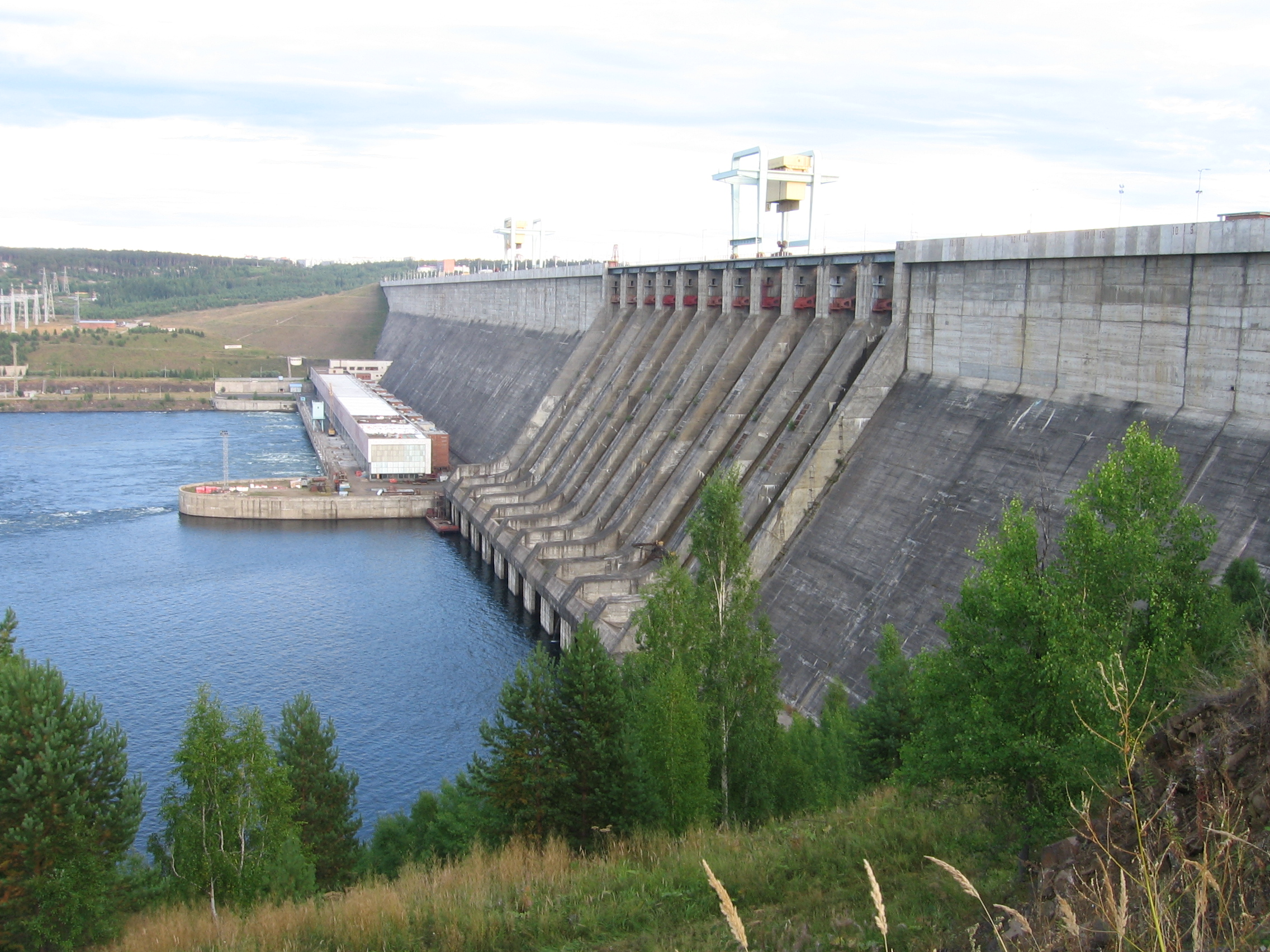
Плотина Усть-Илимской ГЭС. На переднем плане — слив

Гидротехни́ческое сооруже́ние — объект (сооружение) для использования водных ресурсов, а также для борьбы с вредным воздействием вод.
Гидротехнические сооружения, как инженерное сооружение, предназначены для осуществления различных водохозяйственных мероприятий, к ним относятся плотины, здания гидроэлектростанций, водосбросные, водоспускные и водовыпускные сооружения, туннели, каналы, насосные станции, судоходные шлюзы, судоподъёмники; сооружения, предназначенные для защиты от наводнений, разрушений берегов и дна водохранилищ, рек; сооружения (дамбы), ограждающие хранилища жидких отходов промышленных и сельскохозяйственных организаций; устройства от размывов на каналах, а также другие сооружения, предназначенные для использования водных ресурсов и предотвращения негативного воздействия вод и жидких отходов. В просторечии используют словосочетание «водозащитное сооружение».
При помощи гидротехнических сооружений решают на практике вопросы использования, охраны водных ресурсов, борьбы с вредным действием вод.
При проектировании и строительстве гидротехнических сооружений руководствуются теоретическими выкладками, разработками, нормами и правилами гидротехники, а также других технических наук.

## Виды и типы
В зависимости от места расположения гидротехнические сооружения могут быть морскими, речными, озёрными, прудовыми, в зависимости от характера воздействия на потоки разделяют на водоподпорные, регуляционные, водопроводящие, водопропускные и водозаборные, в зависимости от нужд могут быть общие, обеспечивающие нужды практически всех отраслей водного хозяйства, и специальные, возводимые для какой-либо одной отрасли народного хозяйства, и к ним относятся следующие виды и типы:
- Гидроэлектростанция (ГЭС);
- Дамба;
- Плотина;
- Шлюз;
- Судоподъёмник;
- Канал;
- Мол;
- Пирс;
- Волнолом или больверк (брекватер[2]);
- Колодец;
- Водяная мельница;
- Арык;
- Кяриз;
- Фонтан;
- Дренажно-штольная система;
- Гидроотвал;
- и другие.